# Le Piagge
Le Piagge è un moderno quartiere della frazione di Brozzi, che sorge nella periferia ovest di Firenze, nella zona compresa tra via Pistoiese, il fiume Arno, il vecchio cimitero di Peretola ed il confine comunale con Campi Bisenzio, comprendendo una buona parte del territorio del soppresso comune di Brozzi.

## Storia
Il primo progetto di espansione edilizia nella zona, un tempo celeberrima per le coltivazioni di cocomeri e meloni (colture adatte alla natura sabbiosa dei terreni), risale al piano regolatore fiorentino del 1962, che prevedeva un quartiere modello per circa 14.000 residenti, in buona parte da trasferire dai vicini vecchi borghi di Peretola, Brozzi, Quaracchi e Petriolo, allora in stato di abbandono e in pessime condizioni abitative. Il piano edilizio era ambizioso dal punto di vista delle infrastrutture viarie (erano previsti due ponti sull'Arno per collegarsi alla zona di Ugnano ed una strada parallela a via Pistoiese da ottenere con la copertura del Fosso Macinante) e dei servizi (scuole, impianti sportivi e sanitari e persino due chiese).
Il progetto fu però vanificato da due imprevisti che l'amministrazione comunale non seppe o volle affrontare: da una parte la continua attività di escavazione della rena con draghe, che allora divenne imponente a causa della richiesta di materiale in pieno boom edilizio e che rese inedificabile buona parte dell'area (vi spuntarono persino dei laghetti); dall'altra le acquisizioni di terreni da parte di soggetti terzi che li destinarono ad usi propri. Nel frattempo il progetto aveva perso interesse dopo che i vecchi quartieri a nord della via Pistoiese erano stati risanati in larga parte dopo i danni dell'alluvione.
La zona delle Piagge ritornò di attualità agli inizi degli anni Ottanta, quando il comune di Firenze (ed in parte quelli limitrofi) si trovarono ad affrontare un'emergenza abitativa improvvisa, che cercarono di risolvere in parte usufruendo del cosiddetto "Piano Andreatta" per l'edilizia popolare. La frettolosa lottizzazione diede come risultato un quartiere avulso da quelli storici vicini, di dubbio gusto estetico (alcuni condomini sono comunemente chiamati "le navi" per la loro inconsueta forma), dalla viabilità anomala e senza servizi di alcun tipo.

## L'emergenza Piagge
Il nuovo quartiere balzò presto agli onori delle cronache cittadine per alcuni fenomeni di criminalità e di emergenza sociale; era presente un forte spaccio di sostanze stupefacenti, non erano rari casi di cronaca nera ed era presente una forte conflittualità, soprattutto a livello giovanile, tra i nuovi quartieri e quelli a nord di via Pistoiese ("Brozzi Vecchio"). Alcuni cittadini, stanchi della situazione di abbandono e di trascuratezza da parte dell'amministrazione fiorentina, arrivarono a proporre di trasferire la zona delle Piagge al comune di Campi Bisenzio.
Il comune si decise ad affrontare la cosiddetta "emergenza Piagge" solo negli anni Novanta, anche per la spinta della popolazione residente, soprattutto giovane, che aveva trovato una guida un po' inconsueta ma valida in un giovane parroco di strada, Don Alessandro Santoro, fondatore della comunità cristiana di base Le Piagge di Firenze, studioso ed esperto di Don Milani, poi rimosso dalla Curia il 26 ottobre 2009 e reintegrato alle Piagge sei mesi dopo.
Da allora, anche se i problemi derivati da una cattiva gestazione del quartiere non sono stati tutti eliminati, la qualità delle Piagge è notevolmente migliorata con il ridimensionamento della criminalità, la costruzione di diversi servizi sociali ed assistenziali, la nascita di un grande centro commerciale, la realizzazione di una stazione ferroviaria e le attività socio-culturali svolte dalla comunità di base di Don Santoro. In particolare ricordiamo i progetti della Comunità delle Piagge come il Fondo etico e sociale, un progetto di microcredito di prossimità, e il periodico l'Altracittà - giornale della periferia. Buon'ultima, come iniziativa rivolta al sociale, l'istituzione da parte del ViperClub di una serie di laboratori informatici rivolti agli abitanti del quartiere fra cui un Laboratorio di Narrativa Territoriale Multimediale.